# Henryk Zalewski (ekonomista)

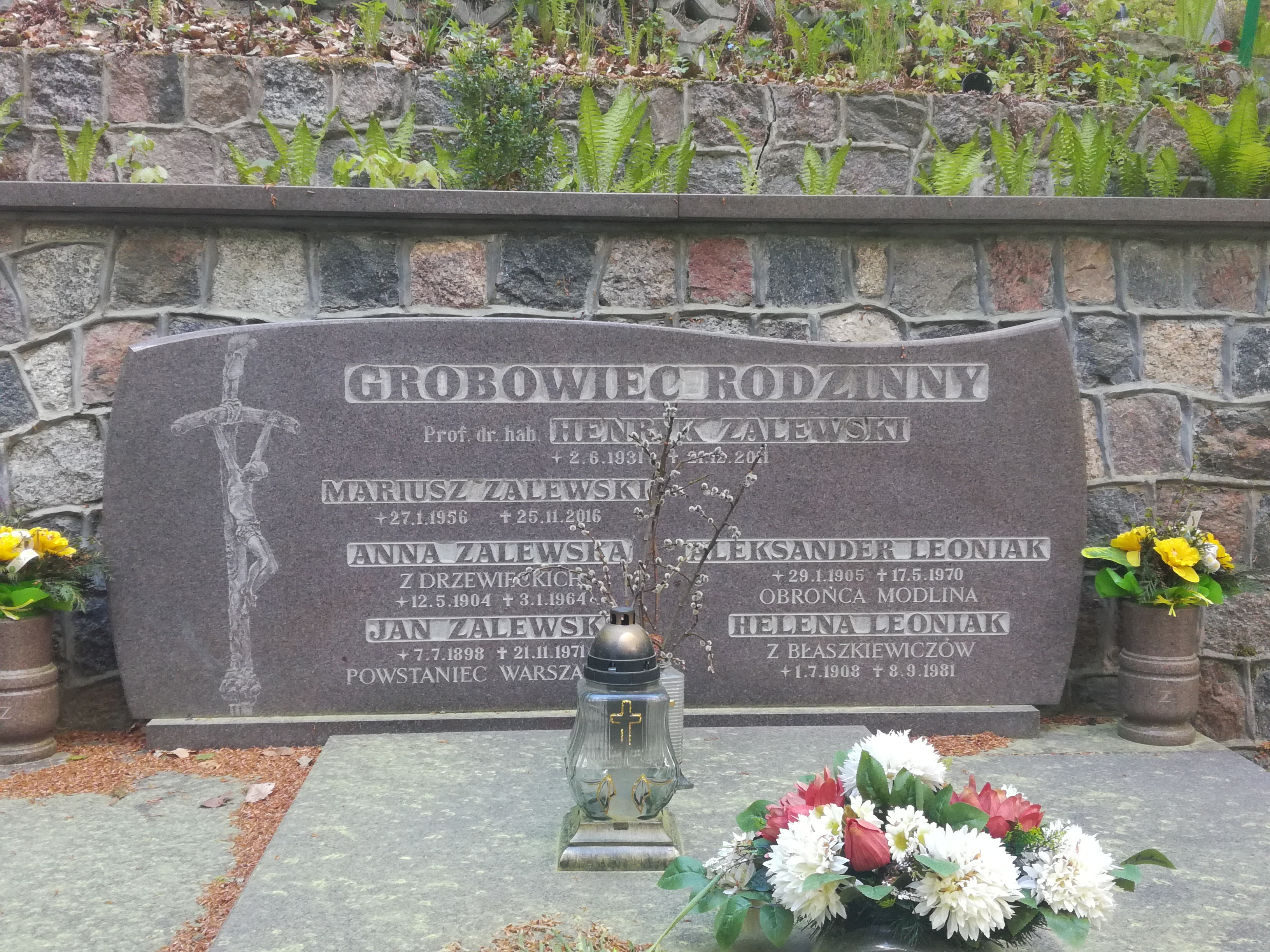
Grób profesora Henryka Zalewskiego na cmentarzu Witomińskim

Henryk Zalewski (ur. 2 czerwca 1931 w Kiwercach na Wołyniu, zm. 21 grudnia 2011 w Gdyni) – polski ekonomista, specjalista w dziedzinie finansów przedsiębiorstwa, zarządzania finansami i polityki finansowej w podmiotach gospodarczych.

## Życiorys
W 1952 ukończył Technikum Handlowe (obecnie Zespół Szkół Ekonomicznych im. ks. Janusza St. Pasierba) w Tczewie. W 1956 r. został absolwentem Wydziału Morskiego Wyższej Szkoły Ekonomicznej w Sopocie uzyskując tytuł magistra ekonomii. W 1963 r. na tym samym Wydziale nadano mu stopień doktora nauk ekonomicznych. W 1990 r. otrzymał na Wydziale Ekonomiki Produkcji Uniwersytetu Gdańskiego stopień doktora habilitowanego. 12 czerwca 1997 r. nadano mu tytuł profesora nauk ekonomicznych.
Był pracownikiem naukowym i nauczycielem akademickim Uniwersytetu Gdańskiego, Politechniki Gdańskiej oraz Wyższej Szkoły Administracji i Biznesu im. Eugeniusza Kwiatkowskiego w Gdyni. Pełnił funkcje kierownika Katedry Finansów Politechniki Gdańskiej oraz kierownika Katedry Finansów i Rachunkowości w Wyższej Szkole Administracji Biznesu w Gdyni. Został pochowany na cmentarzu Witomińskim w Gdyni (kwatera 26-19-21).

## Wybrane odznaczenia
- Krzyże Kawalerski i Oficerski Orderu Odrodzenia Polski
- Medal Komisji Edukacji Narodowej
- Krzyż Zesłańców Sybiru

## Wybrane publikacje
Dorobek naukowy profesora obejmuje ok. 200 publikacji, głównie z zakresu finansów przedsiębiorstw, zarządzania finansami i polityki finansowej w podmiotach gospodarczych. Hobby profesora Henryka Zalewskiego było fraszkopisarstwo.
- Finansowe aspekty działania jednostki gospodarczej w reformie gospodarczej, Gdańsk 1985.
- Dochody pracownicze i ich wykorzystanie do motywacyjnego oddziaływania, Gdańsk 1986.
- Postęp techniczno-ekonomiczny na tle celów przedsiębiorstwa, Gdańsk 1986.
- Źródła finansowania działalności gospodarczej, Sopot 1986.
- Koszty, obciążenia finansowe, podział zysku w przedsiębiorstwach państwowych i spółdzielniach, Gdańsk 1986.
- Dochody pracownicze i ich wykorzystanie do motywacyjnego oddziaływania, Gdańsk 1986.
- Postęp techniczno-ekonomiczny na tle celów przedsiębiorstwa, Gdańsk 1986.
- Koszty, obciążenia finansowe, podział zysku w przedsiębiorstwach państwowych i spółdzielniach, Gdańsk 1986.
- Polityka i kontrola finansowa, Gdańsk 1986.
- Stosowane rozwiązania w systemie ekonomiczno-finansowym przedsiębiorstw uspołecznionych, Gdańsk 1987.
- Podstawowe problemy samofinansowania w przedsiębiorstwie państwowym i spółdzielni, Warszawa 1987.
- System ekonomiczno-finansowy jednostek gospodarki uspołecznionej, Gdańsk 1988.
- Polityka finansowa stosowana wobec jednostek gospodarki uspołecznionej w Polsce Ludowej, Gdańsk 1990.
- Finanse firmy. Od przedsiębiorstwa państwowego do spółki prawa handlowego i firmy prywatnej, Sopot 1991.
- Polityka finansowa w przedsiębiorstwie, Sopot 1992.
- Spółki, fundusze, kapitały, Sopot 1993.
- Finanse spółek, Sopot 1994.
- Zamówienia publiczne w praktyce, Gdańsk 1995.
- Finanse w spółkach i innych podmiotach gospodarczych, Gdańsk 1996.
- Fraszki i inne drobiazgi, Gdynia 1998.
- Polityka i strategia w zarządzaniu finansami firmy, Gdańsk 1999.
- Finanse firmy w spółkach i innych podmiotach gospodarczych, Gdańsk 2000.
- Zamówienia publiczne, Gdańsk 2000.
- System zamówień publicznych w Polsce, Gdańsk 2002.
- Prawo zamówień publicznych w polskim systemie zamówień publicznych, Gdańsk 2005.